# Dirphia herbuloti
Dirphia herbuloti är en fjärilsart som beskrevs av Lemaire 1975. Dirphia herbuloti ingår i släktet Dirphia och familjen påfågelsspinnare. Inga underarter finns listade i Catalogue of Life.